# REINCARNATION (山下久美子の曲)
『REINCARNATION』（リンカネーション）は、1987年3月1日に、日本コロムビアからリリースされた山下久美子の17枚目のシングル。

## 作品概要
前作『SINGLE』から約5か月ぶりとなるシングルで、1986年に発売された『FLIP FLOP & FLY』以来の12インチシングルとして発売された。
「REINCARNATION (Remixed Long Version With Strings)」は、1986年に発売されたアルバム『1986』に収録されている「REINCARNATION」のリミックスヴァージョンで、1987年に発売されたシングル『MELODY - from Liverpool』（Maxiシングル盤）のカップリングに収録された。アルバム初収録は1988年に発売されたベスト・アルバム『three into one』である。
B面の「On Sunday's 1986 ('87 Version)」は、アルバム『1986』に収録されている「On Sunday's 1986」のニューレコーディングヴァージョンで、アルバム未収録かつ未CD化である。

## 収録曲
| 全作曲: 布袋寅泰。 |                                                       |            |            |                                         |      |
| #                  | タイトル                                              | 作詞       | 作曲・編曲 | 編曲                                    | 時間 |
| 1.                 | 「REINCARNATION (Remixed Long Version With Strings)」 | 布袋寅泰   | 布袋寅泰   | 布袋寅泰 ストリングスアレンジ: 中西俊博 | 6:24 |
| 2.                 | 「On Sunday's 1986 ('87 Version)」                    | 山下久美子 | 布袋寅泰   | 布袋寅泰                                | 5:47 |
| 合計時間:          | 合計時間:                                             | 合計時間:  | 合計時間:  | 12:11                                   |      |